# Municipio de Madison (condado de Clinton)
El municipio de Madison (en inglés: Madison Township) es un municipio ubicado en el condado de Clinton en el estado estadounidense de Indiana. En el año 2010 tenía una población de 2079 habitantes y una densidad poblacional de 31,45 personas por km².

## Geografía
El municipio de Madison se encuentra ubicado en las coordenadas 40°20′36″N 86°39′12″O / 40.34333, -86.65333. Según la Oficina del Censo de los Estados Unidos, el municipio tiene una superficie total de 66.1 km², de la cual 66.1 km² corresponden a tierra firme y (0%) 0 km² es agua.

## Demografía
Según el censo de 2010, había 2079 personas residiendo en el municipio de Madison. La densidad de población era de 31,45 hab./km². De los 2079 habitantes, el municipio de Madison estaba compuesto por el 97.98% blancos, el 0.29% eran afroamericanos, el 0.38% eran amerindios, el 0.1% eran asiáticos, el 0.05% eran isleños del Pacífico, el 0.53% eran de otras razas y el 0.67% pertenecían a dos o más razas. Del total de la población el 1.35% eran hispanos o latinos de cualquier raza.